# Ectopioglossa polita
Ectopioglossa polita är en stekelart som först beskrevs av Smith 1861.  Ectopioglossa polita ingår i släktet Ectopioglossa och familjen Eumenidae.

## Underarter
Arten delas in i följande underarter:
- E. p. australensis
- E. p. volatilissis